# Brian Molko
Brian Thomas Molko Farrel (Bruselas, Bélgica, 10 de diciembre de 1972) es un músico belga. Es el líder de la banda de rock Placebo. Se le conoce sobre todo por su voz nasal de tono alto y estilo único de guitarra, con influencias de Sonic Youth.

## Biografía
Nació el 10 de diciembre de 1972 en Bruselas, Bélgica, en una familia compuesta por madre escocesa, padre estadounidense y un hermano mayor Stuart Molko. Debido a la profesión de su padre, un reconocido banquero internacional, su familia se trasladaba con mucha frecuencia, por lo que Brian pasó su infancia en lugares como Liberia o Líbano, hasta que se instalaron definitivamente en Luxemburgo.
A los 11 años comienza a realizar actividades de teatro en su escuela, la School of Luxembourg, y a participar activamente en tareas de la iglesia; al mismo tiempo, junto con su hermano mayor acude a su primer concierto de una banda francesa llamada "Téléphone".
A los 13 años es el "niño renacido" de su iglesia. No obstante, un año después sufre la separación de sus padres, y la distancia con su hermano, que había dejado el hogar para continuar con el trabajo de su padre, situación que lo marcaría psicológicamente. Así es como a esta edad abandona definitivamente sus actividades religiosas, y comienza una rebelión al asumir su bisexualidad, adoptando tendencias oscuras en vestimenta y maquillaje.
En esta época un muchacho de su escuela, Stefan (que más tarde formaría parte del grupo), formaba parte del grupo de los deportistas, gozando de una popularidad que le impediría siquiera dirigirle la palabra a Brian. El cantante en una entrevista dijo: "Nos movíamos por diferentes partes. Él era un chico atleta y muy popular, yo estaba en el teatro porque era para los marginados. Me encontraba en el club de los perdedores".
Si bien Brian admite que no era bueno actuando, ponía gran empeño en ello, aun cuando su madre que era una religiosa devota quería que se dedicara a la religión, y su padre parecía querer que fuese banquero al igual que él. Aunque en realidad, los padres no tomaron un papel muy activo en la vida de Brian, por lo que éste se vio obligado a forjar su identidad por sí mismo, y así sentirse más seguro con respecto a lo que quería para su futuro.
Al no tener amigos, solía quedarse en casa escuchando música, siendo una de sus bandas preferidas los Dead Kennedys (banda de punk estadounidense). De esta forma comienza a desarrollar más su amor por la música, a lo que se suma el descubrimiento de una banda muy importante según él, Sonic Youth lo que le inspiraría la decisión de aprender a tocar la guitarra por sí mismo.

## Traslado a Londres
A los 18 años viaja a Londres, para estudiar arte dramático en el "Goldsmith's College", graduándose dos años después y alternando sus estudios con su aprendizaje de guitarra y algunos conciertos en pubs acompañado del baterista de Northwich (Mánchester) Steve Hewitt. Un día, en la estación de metro de South Kensington, se encuentra con Stefan Olsdal, compañero de escuela en Luxemburgo, quien también toca la guitarra y tiene gran interés por la música. Así, tras asistir a uno de los conciertos y quedar impresionado por la voz de Molko, Olsdal se incorpora de manera oficial al grupo.
Ambos, ayudados por Hewitt, comienzan a trabajar componiendo algunos temas. Steve realizaba diversas colaboraciones en otros grupos independientes, por lo que en un principio su participación en el grupo se limitaba al tiempo libre que le quedaba de esto. En primera instancia, el nombre de la banda era "Ashtray Heart", pero luego pasó a denominarse definitivamente "Placebo", nombre con el que comenzaron a grabar las primeras maquetas, en las cuales Hewitt aún estaba presente. "El nombre tiene un cierto sentido engañoso que lo hace divertido y es una buena reflexión sobre lo que nosotros somos realmente".
Desde el principio, el trío recién formado demostró un alto grado de compenetración, y aquellas primeras composiciones fluían con rapidez y soltura, gestando a la vez el sonido inconfundible de la banda, con la voz incomparable de Brian, destacando y creando su propio lenguaje. La banda comenzaba a manufacturar una música cercana al britpop (aunque este género ya iniciaba su decadencia), con texturas próximas al sonido extremo y más intenso de grupos como Sonic Youth. En la voz, Molko recordaba por su desnudez y crudeza las tonalidades de solistas como P.J. Harvey o Tom Waits.

## Carrera con Placebo
Su música pronto trascendió a un panorama más amplio, ayudada por su imagen andrógina y provocadora de cantante y compositor principal. Un año después de su primer concierto, el trío graba para una compañía independiente su primer sencillo Bruise Pristine, que llamó la atención de distintas multinacionales, iniciándose la pugna por su contrato. Placebo se tomaron tiempo para pensarlo, y tras lanzar un nuevo sencillo, Come Home, firman finalmente con Hut, sello afiliado a la multinacional Virgin Records, en el que editaron en 1996 su primer y cortante disco homónimo, glam rock, el punk y la new wave.
La glamorosa imagen, así como el carisma de Molko y el éxito del sencillo Nancy Boy, despertaron el interés de estrellas del rock como Lou Reed, Lee Ranaldo (Sonic Youth), Robert Smith (The Cure), Bono –que les contrató como teloneros en la gira de U2 Pop–, o el propio David Bowie, que invitó al grupo a tocar en el macro concierto de su 50 cumpleaños.
Para entonces ya figuraba en nómina el baterista Steve Hewitt, con quien Placebo grabó en los estudios de Peter Gabriel su segundo álbum Without You I'm Nothing, que llegó precedido por el éxito de dos singles sucesivos, el modélico "Pure Morning" –un canto a la amistad que se encaramó al Top 4 británico– o el colérico drama sobre una ruptura sentimental You Don't Care About Us (Top 5).
De tono más reflexivo, el disco afila el estilo de la banda (facilidad para la melodía pop, pinceladas electrónicas e intensidad del rock americano) y su universo expresivo y romántico, que concreta su ambigüedad en canciones sobre el «miedo a las chicas», como ocurre en Scared of girls. "Hablamos de la adicción a los sentimientos, el alcohol y el sexo, el tipo de cosas a las que la gente recurre para llenar el vacío de sus vidas" "Nos gustaría que nuestras canciones ayudaran a sentirse mejor a quienes se sientan identificados." -explica Molko.
Tras su segunda entrega, Placebo dio salida a sus ínfulas cinéfilas colaborando con el director Todd Haynes en la película producida por Michael Stipe (R.E.M.) Velvet Goldmine. En esta fantasía sobre el ascenso y caída del glam rock de los setenta, Placebo parodian en plan New York Dolls el 20th Century Boy de T-Rex. Un tema que interpretarían poco después con David Bowie durante la ceremonia de entrega de los premios Brit.
En 2007 el baterista del grupo Steve Hewitt abandona la banda debido a problemas con los demás miembros. Tras su partida se integró a la banda el baterista Steven Forrest, un chico de 23 años originario de California que pertenecía al grupo "Evaline".
En el 2009 lanzan su nuevo álbum de estudio, "Battle for the sun". Los cortes de difusión del disco son las canciones Battle for the sun y  Ashtray Heart.
En 2010, Brian Molko cantó la canción Across the Universe de The Beatles, en Bruselas, Bélgica, su ciudad natal, el 3 de julio del mismo año, esta canción aparece en el álbum Let It Be.

## Vida personal
En septiembre de 2005 la excompañera de Molko, Helena Berg, dio a luz a su primer hijo, Cody.
En junio de 2009, Brian afirmó que él y Helena no continuaban juntos y posteriormente declaró que seguía manteniendo contacto con su hijo.

## Molko, Y'know? #MolkoFourOh
El 10 de diciembre de 2012 Molko cumplió 40 años de edad. En el mes previo a este evento, los fanes de la banda en todo el mundo se reunieron para mostrar su agradecimiento por el cantante. El proyecto Molko, ¿Y'know? # MolkoFourOh era una campaña viral principalmente a través de Twitter y Tumblr, esto implicó la difusión del lema y hashtag en todo el mundo a como fuera posible, tanto dentro como fuera de línea. Los fanes fueron tan eficaces en sus acciones que el 28 de noviembre de 2012 Molko reveló en una entrevista en la radio XFM que había tomado conciencia de la campaña, afirmando: "Estoy realmente muy emocionado. En el cumpleaños 40 del cantante una "carta digital interactiva" fue enviada a Molko detallando la enormidad del proyecto afirmando que la campaña se extendió por 7 continentes, 56 países y más de 2.000 fotografías fueron recogidas en una galería especial en el foro oficial de la banda. El 12 de diciembre de 2012 Molko emitió una sentida carta a los aficionados en respuesta a la Campaña Molko, Y'know?# MolkoFourOh.

## Discografía
Con Placebo:
- Placebo-(1996)
- Without You I'm Nothing-(1998)
- Black Market Music-(2000)
- Sleeping With Ghosts-(2003)
- Soulmates Never Die Live in Paris-(2003)
- Once More with Feeling: Singles 1996-2004-(2004)
- Meds-(2006)
- Battle For The Sun-(2009)
- Battle For The Sun: Redux-(2010)
- B3 EP-(2012)
- Loud Like Love-(2013)
- MTV Unplugged(2015)
- Never Let Me Go (2022)

### DVD en vivo
- Soulmates Never Die Live in Paris-(2003)
- We Come In Pieces-(2011)

- Datos: Q223741
- Multimedia: Brian Molko / Q223741